# 지 아이 조의 이야기
지 아이 조의 이야기(The Story Of G.I. Joe)는 미국에서 제작된 윌리엄 A. 웰먼 감독의 1945년 드라마, 전쟁 영화이다. 산피에트로인피네 전투와 몬테카시노 전투 등을 배경으로 했으며, 버제스 메러디스 등이 주연으로 출연하였다.
이 영화는 문화적, 역사적, 미적 중요성으로 인해 미국 의회도서관에 의해 미국 국립영화등기부의 보존물로 선정되었다.

## 출연

### 주연
- 버제스 메러디스
- 로버트 미첨

### 조연
- 프레디 스틸
- 월리 카셀
- 윌리엄 베네딕트
- 윌리엄 셀프
- 윌리엄 머피
- 티토 레날도
- 딕 리치
- 클레트 로버츠

## 제작진
- 협력프로듀서: 데이빗 홀
- 미술: 제임스 W. 설리반